# ハラブジャ県

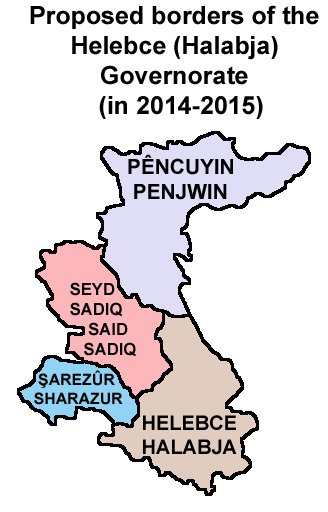
2014年から2015年までの暫定的な県域

ハラブジャ県（ハラブジャけん、ハラブジャ州とも、クルド語: پارێزگای ھەڵەبجە Parêzgeha Helebceyê、アラビア語: محافظة حلبجة Muḥāfaẓat Ḥalabǧa、英語: Halabja Governorate）は、イラク・クルディスタン地域の県のひとつ。県庁所在地は同名のハラブジャ。2014年3月16日にクルディスタン自治政府がスレイマニヤ県のハラブジャ地区を県に昇格して作られた。ただしイラク議会はすぐには承認せず、設立から1年が経過しても予算もない状況にあった。2018年8月になってようやく内務省より事務所開設が認められ、また車両のナンバープレートや旅券、国民IDカード、および市民権書類などにハラブジャ県の名前を掲載することが承認された。
県庁所在地であるハラブジャは1988年3月16日に発生したハラブジャ事件の現場でもあり、26回目の追悼となる2014年3月16日にはクルディスタン自治政府議長（大統領に相当）マスード・バルザニがハラブジャ促進地域指令に署名した。

## 下位行政区画
ハラブジャ県は4つのカダー（地区、District）に分かれる。そのうち、ハラブジャは都市地区になる。
- Byara District
- ハラブジャ
- Khurmal District
- Sirwan District

### 主要都市
- ハラブジャ
- Byara
- Tawella